# Sphagemacrurus hirundo
Sphagemacrurus hirundo és una espècie de peix de la família dels macrúrids i de l'ordre dels gadiformes.

## Morfologia
- Els mascles poden assolir 21 cm de llargària total.[5][6]

## Hàbitat
És un peix d'aigües profundes que viu entre 1266-2330 m de fondària.

## Distribució geogràfica
Es troba a les Açores, Madeira i Cap Verd.